# Hello Walls
«Hello Walls» — это американская песня в стиле кантри, впервые записанная Фароном Янгом . Она стала хитом в 1961 году, достигнув первой строчки в чарте страны и продержалась там 23 недели. В других чартах она достигла максимум 12 строки в поп-чарте. «Hello Walls» представила своего автора песен — Вилли Нельсона — национальной аудитории. В 1996 году Нельсон записал рок-версию песни с группой The Reverend Horton Heat для альбома Twisted Willie .

## Позиции в чартах
| Чарт(1961)                    | Позиция |
| ----------------------------- | ------- |
| U.S. Billboard Hot C&W Sides  | 1       |
| U.S. Billboard Hot 100        | 12      |
| U.S. Billboard Easy Listening | 13      |
| Australian Kent Music Report  | 69      |

## Другие записи
- В 1961 году у Ральфа Эмери была песня-ответ «Здравствуй, дурак», которая достигла 4-го места в кантри-чартах. Эта песня была единственным хитом Эмери как певца.
- Вилли Нельсон записал его для своего дебютного альбома 1962 года « А потом я написал» .
- Джонни Тиллотсон записал его на своем альбоме 1962 года « Он держит все в порядке» .
- Эстер Филлипс записала его для Atlantic Records в 1964 году.[3]
- Бинг Кросби записал его для своего альбома 1965 года « Бинг Кросби поет великие кантри-хиты» .
- Рики Нельсон записал его для своего альбома 1966 года « Яркие огни и музыка кантри» .
- Брук Бентон записал его для своего альбома 1966 года My Country .[4]
- Преподобный Хортон Хит записал его для альбома « Twisted Willie» 1996 года.
- Шеб Вули, в своей «Бен Колдер», записал пародию на пьяного, разговаривающего со стеной.

## В популярной культуре
- Версия Вилли Нельсона появилась в Парках и зонах отдыха NBC, когда персонаж Рон Свансон, как было показано, слушал песню, а не слушал жалобы своих подчиненных на рабочем месте.
- «Hello Walls» кратко появляется в биографическом фильме Дейла Эрнхардта «3».